# P+R parkoló

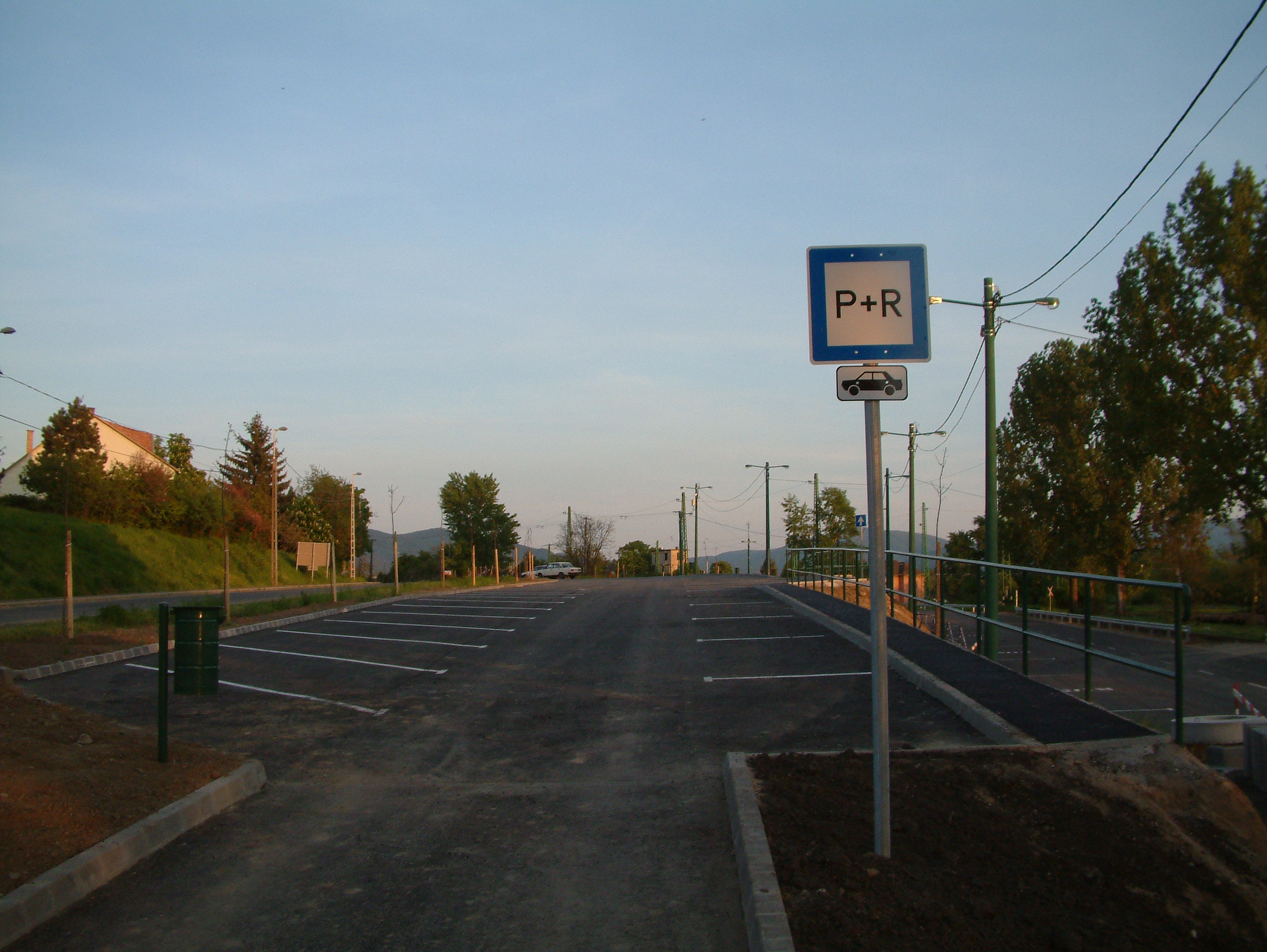
P+R parkoló Szobon

A park and ride (rövidítve: P+R, jelentése parkolni és utazni vagy parkolj le, és utazz!) olyan parkolók megnevezése, amelyet közvetlenül egy autóbusz-, vasúti vagy egyéb tömegközlekedési eszköz megállója vagy pályaudvara mellett, vagy annak közvetlen közelében hoztak létre, hogy a városba tartók ott leparkolhassák gépjárművüket, és átszállhassanak a városközpontba tartó közösségi közlekedési eszközre. A P+R-ek jellemzően ingyenesek (illetve általában egy egyszeri utazásra szolgáló normál városi közlekedési menetjegy árával egyenértékű a parkolás díja egy személyautóra) és a külvárosokban, illetve az agglomerációkban kerülnek kialakításra, hogy ezzel is csökkentsék valamelyest az adott város gépjárműforgalmát, enyhítve annak káros hatásait.

## B+R
A bike and ride (jelentése biciklizz és utazz) a P+R parkolóhoz hasonló, csak gépjárművek helyett kerékpárok tárolására alkalmas helyet jelöl.